# Ursulinenklooster (Kerkrade)
Het Ursulinenklooster is een voormalig klooster in de Kerkraadse wijk Holz.
Het klooster met kapel werd gebouwd in 1906-1914 en uitgebreid in 1919. De architect was Caspar Franssen. De zusters Ursulinen wijdden zich aan het onderwijs voor kleuters en voor meisjes. Ze bleven tot 2000. 
Het bakstenen gebouw werd deels uitgevoerd in neoromaanse stijl. In de achtergevel bevindt zich, in een nis, een beeld van de heilige Ursula.